# 犬飼重仁
犬飼 重仁（いぬかい しげひと）は、一般社団法人アジア資本市場協議会 代表理事。
アジア開発銀行(ADB)ABMFコンサルタント。アジア域内金融資本市場法規制システム研究者。アジア債券市場研究者。元早稲田大学教授。

## 人物
1980年代後半から90年代前半に駐在した英国シティの、プロのみが参加する金融資本市場の自由闊達な姿に魅かれ、日本とアジアに、英国の市場のような、活力ある先進的な金融資本市場制度を導入できないかを想い描いていた。
英国滞在中に、市場関係者の協力を得て、当時として新しい概念に基づく、マルチ・カレンシーのユーロ ・ミディアムターム・ノート[EMTN]プログラムの立ち上げを担当した。  
2000年代の冒頭には、大手企業の財務部門のメンバーらとともに、電子CPの我が国への導入に尽力。2002年には「短期社債等の振替に関する法律」(電子CP 法）の施行により、我が国に初めて短期社債(電子CP)市場が実現した。 
総合研究開発機構(NIRA)への出向在職中の2007年から早稲田大学教授在職中の2010年にかけて、英国ロンドン駐在時代の経験を活かしつつ、国際的な債券資本市場制度についての調査研究を継続的に行い、多くの有力な学識経験者や法律家そして市場実務家を含む官・学・民の協力を得て、日本とアジア域内を対象とした「アジア域内国際債市場創設構想－アジアボンド市場へのロードマップ」、「アジ域内プロ向け国際債市場とその日本版である我国プロ向け公募債市場創設」を提言。それらの提言のエッセンスは、第一次安倍内閣の「アジア・ゲートウエイ構想」の金融部分に反映され、それ以降、歴代の政権戦略にそれらのビジョンが反映されるなど、現在まで我が国の中長期的な戦略ビジョンの一部となっている。
それらと軌を一にして、2010年秋には、アジア債券市場育成イニシアティブ[ABMI]の下で、アジア開発銀行(ADB)が事務局を務める「ASEAN＋3 債券市場フォーラム（ABMF: 域内官民一体のフォーラム)」が作られ、同フォーラムに出席の域内官民の専門家メンバーの総意を受けて、域内共通の横断的なプロ向け債券市場であるAMBIF(ASEAN+3債券共通発行フレームワーク)の枠組みが立ち上がり、2015 年にAMBIF債第一号が発行されて以降、着実に横断的市場が域内に創設されつつある。
一方、日本国内では、2008年の金融庁「金融資本市場競争力強化プラン」により、金融商品取引法が改正されて、特定投資家私募の枠組みが導入され、それに基づいて、2011年には東京プロボンドマーケット(TPBM)が創設されたが、TPBMは、AMBIF市場の有力な一部を形成している。 
今一つの研究分野は、金融ADRであり、英国の金融オンブズマン制度研究をベースとして、複数の弁護士や研究者の協力を得て、金融ADR制度の創設に尽力。「金融商品取引法等の一部を改正する法律(平成21年法律第58号)により、金商法、銀行法、保険業法など16の金融関連の業法に同様の規定(いわゆる金融ADR法)が新たに追加され、金融ADR制度の中核を担う機関として金融ADR機関(指定紛争解決機関) が創設された。同機関はおおむね業態ごとに設立され、金融サービス業者には同機関への事実上の加入義務が課されており、2010 (平成22)年10月から、複数の団体で、金融紛争解決業務が開始され、わが国になくてはならない制度として定着している。 
上記の複数の例が示すように、法創造の必要性を強く一貫して信じ、そのための新たなビジョンに基づいた具体性ある提言の重要性を認識し、たゆまず活動を行ってきた。良識ある民と官のプロフェッショナル達の参加を得て賛同の輪を広げられれば、一国（のみならずアジア域内）の法規制制度システムをも、さらに良い方向に変革することができるとの信念に基づき、アジア域内金融資本市場法規制システムについて、ライフワーク的に実践的な研究活動を行っている。

## 学歴
- 1971年3月 県立岐阜高校卒業
- 1975年3月 慶應義塾大学法学部政治学科 卒業 (故内山秀夫名誉教授ゼミ所属)

- 2002年6月 ハーバード・ビジネス・スクールAMP 修了

## 略歴
- 1975年4月 三菱商事入社 (2009年6月退職)
- 1987年 三菱商事ロンドン金融子会社（Mitsubishi Corporation Finance PLC）勤務を含め 19 年間同社財務金融部門に勤務
- 2001年 三菱商事　金融情報担当部長
- 2002年6月 ハーバード・ビジネス・スクールAMP 修了
- 2002年6月 総合研究開発機構(NIRA)に出向し、主席研究員等を6年間務める
- 2004年4月 早稲田大学法学学術院客員教授を兼務 (NIRA退職後、2008年から2018年までの約10年間、常勤の早稲田大学教授を務める)
- 2007年4月 「金融ADR・オンブズマン研究会」幹事（現）
- 2007年6月 任意団体「アジア資本市場協議会(CMAA)」代表兼事務局長 （任意団体としては2018年3月まで）
- 2008年7月 早稲田大学 法学学術院 教授　(法学学術院所属としては2013年3月まで)
- 2010年5月 外務省外務人事審議会委員 （2014年７月まで）
- 2010年9月 アジア開発銀行(ADB) ABMFコンサルタント
- 2011年2月 金融庁金融トラブル連絡調整協議会委員(2012/6/7より座長代理)  (2019年2月まで)
- 2011年6月 金融庁金融審議会専門委員
- 2012年11月 金融庁 「金融ADR制度のフォローアップに関する有識者会議」委員（2013年3月まで）
- 2013年4月 早稲田大学 研究院教授・上級研究員 （2018年3月 満期退任）
- 2013年5月 日本証券業協会 「社債市場の活性化に向けたインフラ整備に関するワーキング・グループ」 委員（現）
- 2018年3月12日　一般社団法人 アジア資本市場協議会 代表理事（現）

## 著書 (共著を含む)
- 『電子コマーシャルペーパーのすべて』（東洋経済新報社, 2004年）
- 'Enhancing Market Functions in Japan'（慶応義塾大学出版会, 2006年）
- 『戦略的地方債市場改革提言－地方債インフラバンク構想－（NIRA研究報告書）』,(NIRA, 2007年2月)
- 『アジア域内国際債市場創設構想－アジアボンド市場へのロードマップ』（レクシスネクシス刊, 2007年）
- 『日本版金融オンブズマンへの構想－認定投資者保護団体制度を生かす道－』（レクシスネクシス刊, 2007年11月）
- 『金融サービス市場法のグランドデザイン』（東洋経済新報社, 2007年11月）
- 'Grand Design for an Asian Inter-Regional Professional Securities Market(AIR-PSM)', (レクシスネクシス刊, 2008年3月)
- ASEAN+3 Bond Market Guide (Asian Development Bank) (11 economies) (ADB刊、2012年4月)
- ASEAN+3 Bond Market Guides (2016/2017/2018/2019/2020 version) (15 economies)　(ADB刊) ーーASEAN+3の13ヶ国14エコノミーの15の市場を網羅した初めての包括的な市場ガイドが、2020年8月に完結し、ADB/ABOによってオンラインで出版公開された (無償でのダウンロードが可能)
- Good Practice For developing a local Bond Market – Lesson from the ASEAN +3 Asian Bond Market Initiative (ADB刊、2019年5月)
- ASEAN+3 Bond Market Forum Brief Series No. 1 - The Professional Bond Market: A Practical Introduction, No. 2 — Professional Investor Concepts and Categories, No. 3 - Fundamentals of Disclosure in the Bond Market, No.4 - Acceptance and Use of English in the Bond Markets (ADB刊、2023年1-12月)